# Inor (Meuse)
Inor település Franciaországban, Meuse megyében. Lakosainak száma 178 fő (2022. január 1.). Inor Malandry, Autréville-Saint-Lambert, Pouilly-sur-Meuse, Luzy-Saint-Martin, Martincourt-sur-Meuse és Olizy-sur-Chiers községekkel határos.

## Népesség
A település népességének változása:
| Lakosok száma | 267  | 214  | 183  | 213  | 188  | 186  | 185  | 182  | 181  | 178  |
|               | 1968 | 1982 | 1990 | 2006 | 2013 | 2015 | 2017 | 2019 | 2020 | 2022 |